# Władysław Arciszewski
Władysław Arciszewski (ur. 15 marca 1933 w Poznaniu, zm. 1 kwietnia 2013 tamże) – polski sędzia piłki ręcznej.

## Życiorys
W latach 50. był zawodnikiem klubu AZS Poznań. Założyciel sekcji piłki ręcznej klubu KS Posnania. Jako sędzia sportowy, zdobył w 1968 roku nominację Międzynarodowej Federacji Piłki Ręcznej na sędziego międzynarodowego, którego karierę kontynuował do 1984 roku.
Reprezentował Polskę jako arbiter podczas Letnich Igrzysk Olimpijskich w Moskwie w 1980 roku, pracując razem ze Zdzisławem Jeziornym. Wspólnie sędziowali również turnieje Mistrzostw Świata oraz szereg spotkań w europejskich pucharach, w tym półfinał Pucharu Europy.
W latach 1990 do 2005 piastował stanowisko prezesa Okręgowego oraz Wielkopolskiego Związku Piłki Ręcznej. Był także przewodniczącym Komisji Sędziowskiej Związku Piłki Ręcznej w Polsce.
Uhonorowany diamentową Odznaką ZPRP.